# Grazac (Haute-Loire)
Grazac ist eine französische Gemeinde mit 1.126 Einwohnern (Stand: 1. Januar 2022) im Département Haute-Loire in der Region Auvergne-Rhône-Alpes. Sie gehört zum Arrondissement Yssingeaux und zum Kanton Yssingeaux.

## Geographie
Grazac liegt im Velay, einer Landschaft im französischen Zentralmassiv, etwa 28 Kilometer nordöstlich von Le Puy-en-Velay. Der Lignon du Velay begrenzt die Gemeinde im Westen und Süden. Umgeben wird Grazac von den Nachbargemeinden Les Villettes im Norden, Sainte-Sigolène im Nordosten, Lapte im Osten, Saint-Jeures im Süden, Yssingeaux im Südwesten sowie Saint-Maurice-de-Lignon im Westen.

## Bevölkerungsentwicklung
| Jahr                       | 1962 | 1968 | 1975 | 1982 | 1990 | 1999 | 2006 | 2017 |
| Einwohner                  | 782  | 682  | 627  | 588  | 627  | 728  | 893  | 1063 |
| Quellen: Cassini und INSEE |      |      |      |      |      |      |      |      |

## Sport
Im Jahr 2022 führte die 14. Etappe der 109. Austragung der Tour de France auf der 14. Etappe durch die Gemeinde Grazac. Auf der D43 wurde kurz vor der Siedlung Le Villard auf der Côte de Châtaignier (790 m) eine Bergwertung der 3. Kategorie abgenommen. Sieger der Bergwertung war der US-Amerikaner Quinn Simmons.

## Sehenswürdigkeiten
- Burgruine Carry aus dem 12. Jahrhundert
- Schloss Chabrespine
- Kirche Saint-Martial
- Priorei von Grazac

## Einzelnachweise

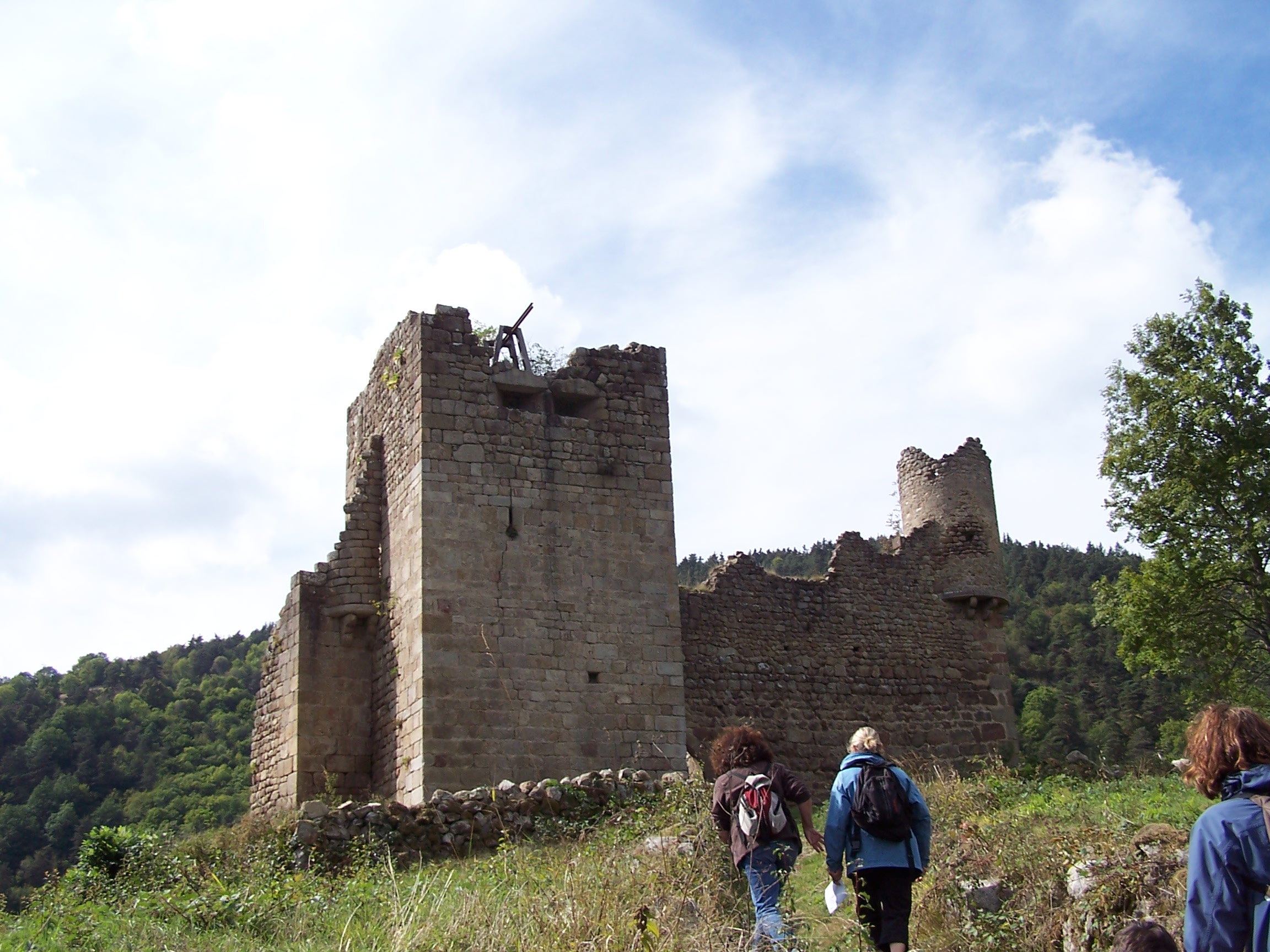
Burgruine Carry